# John Elkann
John Jacob Elkann (ur. 1 kwietnia 1976 w Nowym Jorku) – włosko-amerykański przemysłowiec i spadkobierca przedsiębiorstwa Fiat, prezes Fiata, Ferrari i grupy inwestycyjnej rodziny Agnellich Exor, która kontroluje między innymi: Corriere della Sera, La Stampa i Juventus F.C.

## Życiorys
W latach 2014–2021 szef rady nadzorczej włosko-amerykańskiego koncernu Fiat Chrysler Automobiles, a od 2021 roku dyrektor międzynarodowego konglomeratu Stellantis.

## Wykształcenie
W trakcie studiów wykonywał praktyki w Wielkiej Brytanii i Polsce (FCA Poland) w dziale produkcyjnym, a także w Paryżu w dziale sprzedaży i marketingu.
John Elkann zdał maturę w liceum im. Victora Duruy w Paryżu, następnie ukończył Inżynierię na Uniwersytecie Turyńskim.